# 畢嘉士
畢嘉士（挪威語：Olav Bjørgaas，1926年9月7日—2019年11月15日），挪威醫生，長年投入臺灣痲瘋病、肺結核、小兒麻痺醫療，屏東基督教勝利之家創辦人，第七屆醫療奉獻獎得主。

## 生平
1926年，畢嘉士生在挪威。父親因經濟大蕭條失業，後罹患肺結核無錢治療，全家經濟陷入困境，必須向社會福利機構申請救濟金，畢嘉士因此立志成為醫生救助窮人，考上鹿特丹醫學院。
畢嘉士在大學時加入挪威協力會差會成為醫療宣教士，大學畢業後娶卡莉為妻，其一雙兒女都在臺灣出生並在臺還領養了義子女。1954年，畢嘉士醫師在挪威協力差會派遣下到臺灣樂生療養院服務。起初，該院病患對這外國醫師十分排拒，有天，一名痲瘋病患因膿梗在氣管快斷氣，畢嘉士立即用導尿管從病人的氣管切口吸出一灘灘膿液，直到病人的臉色由烏青轉為紅潤。自此畢嘉士得到病患完全的信賴。
1953年，美國行道會宣教士白信德醫師（Signe Berg，1909-1979）於屏東市創辦畢士大診所，1956年由挪威協力差會接辦診所，改名為「基督教診所」，即屏東基督教醫院前身，由畢嘉士、傅德蘭開始醫療宣教工作，展開山地巡迴醫療、痲瘋病人救治、肺結核及小兒麻痺治療。畢嘉士與台灣痲瘋救濟協會合作，將隱匿家中的痲瘋病人接出治療。1957年到1959年，因沒有行醫場所，只好向李姓人士租借位於屏東市自由路的大宅作臨時治療場所。1958年，在屏東市仁愛路自己的宿舍空地搭建病房，專門收容肺結核病童。1959年7月2日，《臺灣民聲日報》記者去自由路拜訪他，得知月薪有60美元的他要雇用八名護士來養四十六名病童。周末時，他還到偏遠山區義診，救治許多原住民，將重病的患者揹下山就醫，曾一次恰好碰見患者過世，他就騎著摩托車運遺體到枋寮鄉。屏東基督教診所醫治結核病與痲瘋病人，第一年就接納了350個入院病人、一共看了2萬多個病人。
1961年，畢嘉士在高雄成立皮膚科診所。為顧及病人尊嚴，他看痲瘋病從不用手套，且總讓痲瘋病人優先診療，以免病患在診間等候受人指指點點。
1960年代，臺灣遭受小兒麻痺疫情威脅，畢嘉士從美國進口沙賓疫苗，免費幫屏東地區四千位孩童接種，為臺灣第一次大規模接種小兒麻痺疫苗。曾與畢嘉士共事的護理人員袁宋美雲回憶，畢嘉士簡直像撿破爛的，經常滿街亂逛，一發現到病童，有時連通知家長都等不及，就自己抱回療養院來照顧，護理人員往往得加班，而畢太太也曾因協助照顧病童太累而小產。

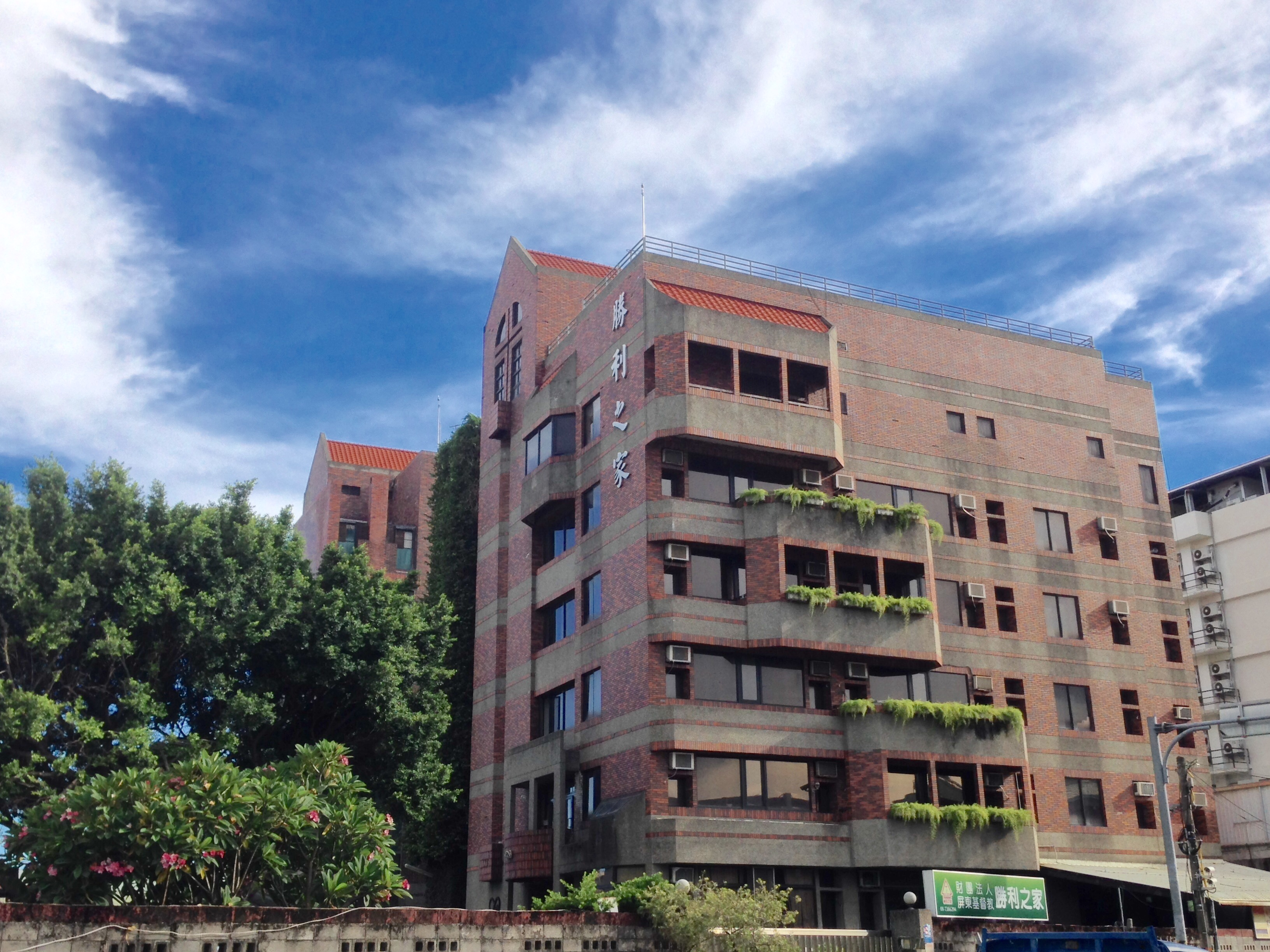
屏東基督教勝利之家

屏東基督教醫院擔任義工的楊傳仁，時常看到畢嘉士一口一口地餵孩子們吃飯，有時還要跟在孩子後面，幫他們擦屁股；病人沒有錢付醫藥費，便代墊醫藥費；病人要輸血，便捲起袖子接受抽血。畢嘉士見到許多小兒麻痺病童在地上爬行，便在1963年成立全臺灣第一所小兒麻痺兒童之家——麻痺兒童之家，也就是屏東勝利之家的前身，當沒有專門治療小兒麻痺的醫療技術和復健器材，甚至所需要的支架和鐵鞋，也要向美國訂製。起初，勝利之家只向家長收取象徵性費用，一切均由挪威教會提供，以致經費捉襟見肘。當時一名美國駐臺灣工程師，知道畢嘉士經費拮据，於是向其租屋，每月付租金100美元作支援。
為了補救患童因行動不便造成失學的遣憾，1963年畢嘉士就爭取在屏東仁愛國小成立特殊班，給予正常的教育。像是張惠明就曾在該校就讀，但沒讀多久。自幼小兒麻痺的陳料賢業在勝利之家幫助下就讀中學，後成為軟體工程師，幫助身障人士。
1969年，畢嘉士計畫在高雄市覆鼎金籌設一所身障者服務工廠，使他們發揮能力，獲取自己的生活所需，向各國教友向機械工廠募捐機件。1975年，他發現有些小兒麻痺患者因脊椎過度側彎壓迫心臟而喪命，遂延請美國專攻脊椎矯正手術的瓊斯醫師屏東指導臺灣醫師施行手術。屏東基督教醫院對於小兒麻痺的成功帶動臺灣各地建立類似治療機構，像是彰化喜樂保育院、嘉基小兒麻痺之家、花蓮畢士大教養院、台東阿尼色弗小兒麻痺之家。1970年代中期後，獲得嘉義基督教醫院創辦人戴德森每周固定來屏東基督教醫院支援。
1984年，畢嘉士自屏東基督教醫院退休後持續為弱勢奔走，遍及越南、波利維亞、尼泊爾、海地等地。1997年3月27日，第七屆醫療奉獻獎評審公布，有王金河醫師、江昭妹助產士、施桂蘭護士、洪淑惠護士、方懷正副主教、饒培德修女、林鄧璐德護士、傅德蘭醫師、莊宏達醫師、譚凱莉護士、畢嘉士醫師等得獎人。
2007年，畢嘉士退休返鄉十年後，因得知勝利之家游泳池待整修無經費，便捐出約五萬新台幣的挪威幣一萬元，並於2007年9月11日再回來勝利之家，會見陳料賢等人。
2008年，畢嘉士獲得國王頒贈聖歐拉夫勳章，表彰其在醫療宣教上的貢獻。
2013年，以畢嘉士為名的畢嘉士基金會成立，除照顧臺灣弱勢行動不方便長者。同年，挪威記者畢容加拉．索漢昆斯（Bjørn Jarle Sørheim-Queseth）為畢嘉士寫的傳記《奇醫恩典》中文版在臺灣出版。
2019年11月15日，畢嘉士於挪威逝世。

## 外部連結
- 畢嘉士基金會的Facebook專頁
- 畢嘉士基金會官網